# Alimentaris
Alimentaris (en llatí Alimentarii o Alimentarii pueri et puellae) eren, en el període imperial romà, els joves necessitats d'assistència però que eren fills de pares lliures, que es beneficiaven de la distribució pública de gra, oli i diners (Congiària) exclusivament a la ciutat de Roma.
Aquesta auda la va iniciar Nerva i Trajà la va estendre a tot Itàlia amb repartiment mensual pels orfes i pels fills de gent pobre. Va ser mantingut i ampliat pels següents emperadors. Els romans rics hi feien contribucions. Aquestos infants que rebien l'ajut eren anomenats pueri et puellae alimentarii, i també, per l'emperador Trajà, pueri puellaeque Ulpiani.
L'administració d'aquesta ajuda corresponia a uns funcionaris anomenats quaestores pecuniae alimentariae, quaestores alimentorum, procuratores alimentorum, o praefecti alimentorum.
Hadrià va ampliar encara més la distribució i per un decret se sap que hi tenien dret els nois fins als divuit anys i les noies fins als catorze; una inscripció diu que un infant de set anys rebia nou vegades més que la ració normal de gra. Es va aturar sota Còmmode i Pèrtinax. Sota Alexandre Sever es va reprendre temporalment i els beneficiaris van ser anomenats Mammaeani, en honor de la mare de l'emperador, Júlia Mamea. Després d'Alexandre Sever (222-235), va deixar de funcionar.